# Benedek József (földrajztudós)
Benedek József (Barót, 1969. augusztus 16. –) erdélyi magyar geográfus, egyetemi tanár, az MTA külső tagja.

## Tanulmányai
A középiskolát Baróton végezte 1983–87 között. A kolozsvári Babeș–Bolyai Tudományegyetem Biológia, Geológia és Földrajz Karán folytatott tanulmányokat 1989–1993 között a földrajz–germanisztika szakon. Ugyanitt doktorált 1999-ben.
A New Europe College ösztöndíjasa volt, valamint többször nyert el németországi kutatási ösztöndíjat (München, Tübingen, Stuttgart, Lipcse, Würzburg), így például az Alexander von Humboldt-ösztöndíjat.

## Munkássága
Kolozsváron, a Román Akadémia Földrajztudományi Intézetében volt kutató 1993–1994-ben. 1994-től a Babeş–Bolyai Tudományegyetem Földrajz Karán, a Társadalomföldrajzi Tanszéken tanít, 2004-től egyetemi tanár, 2007-től doktorátusvezető. 2004–2012 között a Földrajz Kar dékánhelyettese; 2008-tól 2012-ig a Babeş–Bolyai Tudományegyetem Akadémiai Tanácsának tagja; 2012-től az egyetem szenátusának alelnöke.
2011-től egyetemi tanár a Miskolci Egyetem Világ- és Regionálisgazdaságtan Intézetében.
2010-től a Magyar Tudományos Akadémia külső tagja (gazdaság- és jogtudományi osztály).
Kutatási területe: területfejlesztés, regionális fejlődés, regionalizáció.

## Díjak, kitüntetések
- 2004: Pro Geographia, a Magyar Földrajzi Társaság kitüntetése, az erdélyi magyar nyelvű földrajzoktatás ügyének fáradhatatlan képviseletéért, a magyar nyelvű társadalomföldrajzi kutatásaiért, a kolozsvári és az anyaországbéli felsőoktatási intézmények kapcsolatainak kiépítéséért
- 2010: Lóczy Lajos-emlékérem, a Magyar Földrajzi Társaság kitüntetése

## Tagságok
1. Magyar Tudományos Akadémia külső tagja, IX., Gazdaság- és jogtudományi osztály
2. MTA, Regionális Tudományok Bizottsága, tag
3. MTA Magyar Tudományosság Külföldön Elnöki Bizottság (Hungarian Science Abroad Presidential Committee) tagja
4. MTA, Közgazdaság- és Regionális Tudományi Kutatóközpont (KRTK) Külső Tanácsadó Testületének tagja
5. Regional Studies Association (RSA), Seaford, Anglia, Románia képviselője („Ambassador”)
6. Romániai Urbanisták Kamarája, tag
7. Humboldt Alumni
8. NEC Alumni

Számos romániai, magyarországi, németországi szakfolyóirat és könyvkiadó szerkesztőbizottsági tagja, kiadója.

## Fontosabb könyvek, publikációk

### Önálló könyvek
- A társadalom térbelisége és térszervezése. Risoprint Kiadó, Kolozsvár, 2000
- Organizarea spaţiului rural în zona de influenţă apropiată a oraşului Bistriţa. Presa Universitară Clujeană / Kolozsvári Egyetemi Kiadó, Kolozsvár, 2000
- Amenajarea teritoriului şi dezvoltarea regională. Presa Universitară Clujeană / Kolozsvári Egyetemi Kiadó, Kolozsvár, 2004
- Területfejlesztés és regionális fejlődés. Kolozsvári Egyetemi Kiadó, Kolozsvár, 2006
- A társadalom térbelisége és térszervezése. A romániai regionális egyenlőtlenségek társadalomföldrajzi vizsgálata. Egyetemi Műhely Kiadó, Kolozsvár, 2015

### Szerkesztett könyvek, könyvfejezetek
- Benedek J., Schulz E. (szerk.): Südosteuropa. Geographische Entwicklungen im Karpatenraum. Würzburger Geographische Manuskripte 63, Würzburg, 2013
- Benedek J., Bakk, M. (szerk.): Politicile regionale în România. Editura Polirom, Iaşi, 2010
- Benedek J. (szerk.): Románia. Tér, gazdaság, társadalom. Nemzeti Kisebbségkutató Intézet–Kriterion Könyvkiadó, Kolozsvár, 2011
- Benedek J.: A romániai urbanizáció jellegzetességei az utolsó évszázad során, in Hajdú Z., Győri R. (szerk.) Kárpát-medence: települések, tájak, régiók, térstruktúrák, pp.  77–101. Dialóg Campus, Budapest–Pécs, 2006
- Benedek J.: Raumplanung und Regionalentwicklung, in Kahl T., Metzeltin M., Ungureanu M.-R. (szerk.) Rumänien. Raum und Bevölkerung. Geschichte und Geschichtsbilder. Kultur. Gesellschaft und Politik heute. Wirtschaft. Recht und Verfassung. Historische Regionen, pp. 105–130. Lit Verlag, Wien, Berlin (Österreichische Osthefte, Sonderband), 2006
- Benedek J.: The emergence of new regions in transition Romania, in: Scott, J. (szerk.) De-coding New Regionalism. Shifting Socio-political Contexts in Central Europe and Latin America, pp. 233–246. Ashgate. Urban and Regional Planning Series, Aldershot, 2009
- Benedek J., Horváth R.: Chapter 12, Romania, in: Baun M, Marek D. (szerk.) EU regional policy after enlargment, 226–247. Palgrave Macmillan, Basingstoke, 2008
- Benedek J., Kocziszky Gy.: Paths of convergence and polarization in the Visegrád countries. In: Lang, T., Henn, S., Sgibnev, W., Ehrlich, K. (szerk.): Understanding Geographies of Polarization and Peripheralization. Perspectives from Eastern Europe and Beyond. Palgrave/MacMillan, Basingstoke. 352 p., 217–234, 2015